# Артополот (заказник, Гадяцький район)
Артополот — гідрологічний заказник місцевого значення в Україні. Розташований на захід від села Сергіївка Гадяцького району Полтавської області.
Площа — 88 га. Створено згідно з Рішенням Полтавського облвиконкому від 28.12.1982 р. № 671. Перебуває у користуванні Сергіївської сільської ради.
Охороняється типове високотравне болото на р. Артополот. Місце розмноження тварин, гніздування та зупинки під час міграцій навколоводних птахів. Виявлено рідкісні види: рослин — 1, тварин — 23. Має важливе значення як стабілізатор мікроклімату, регулятор грунтових вод, підтримує гідрорежим річки.

## Галерея

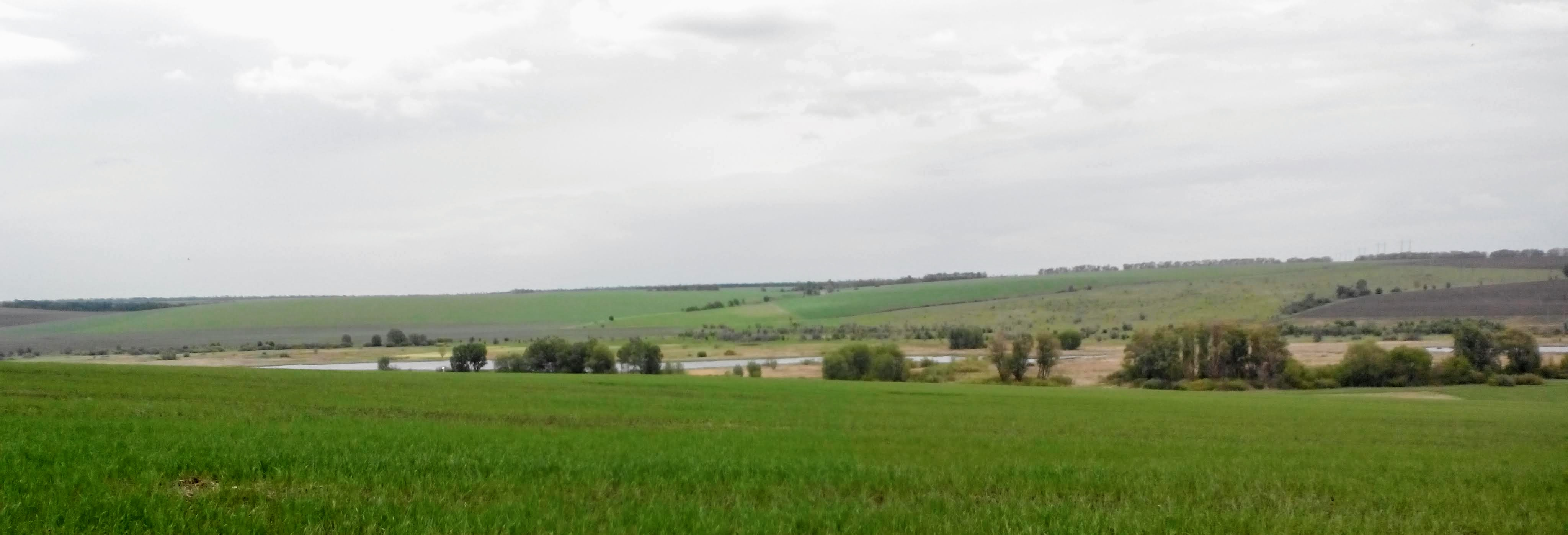
Вид згори на Артополот
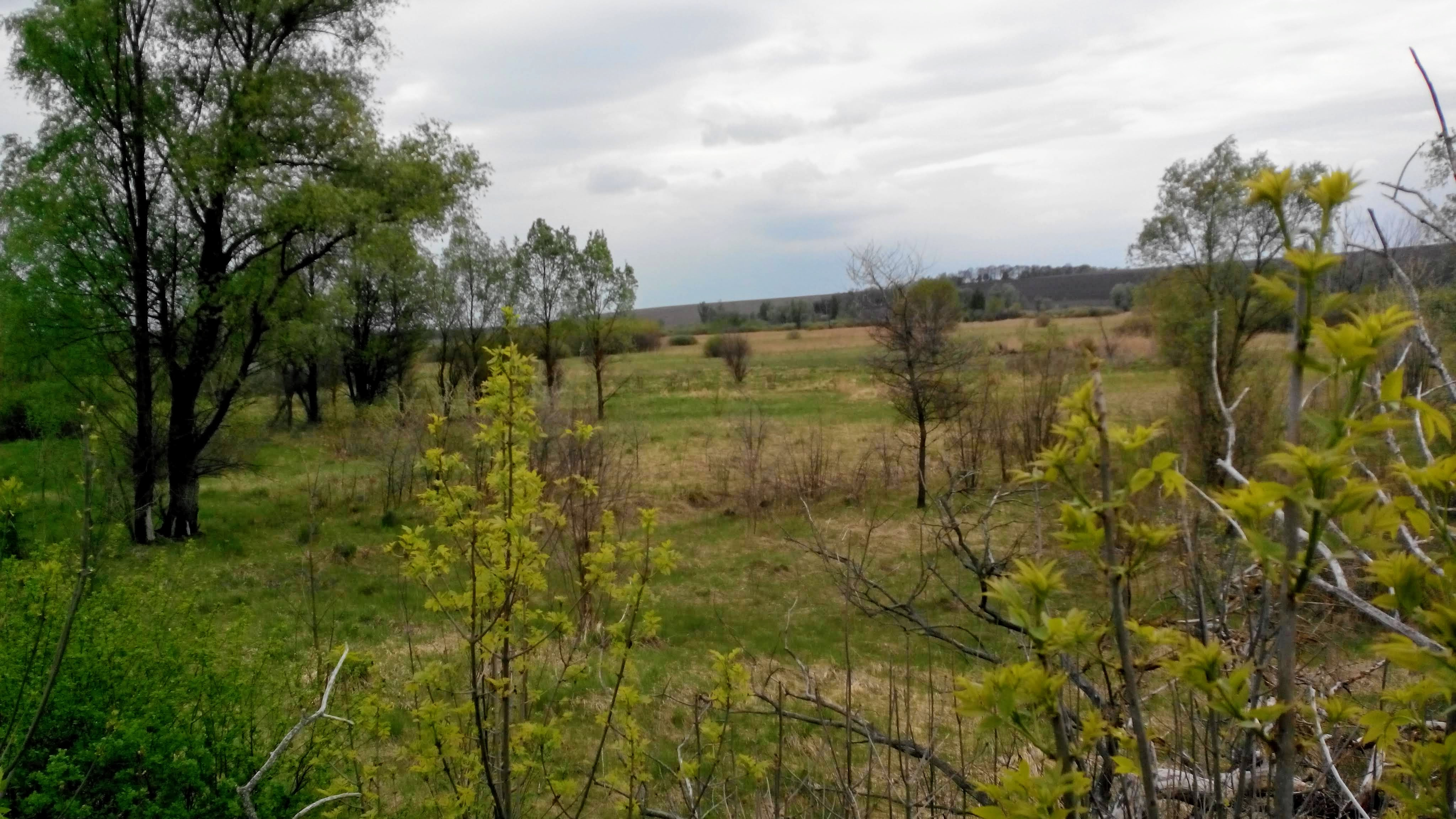
Рослинність заказника
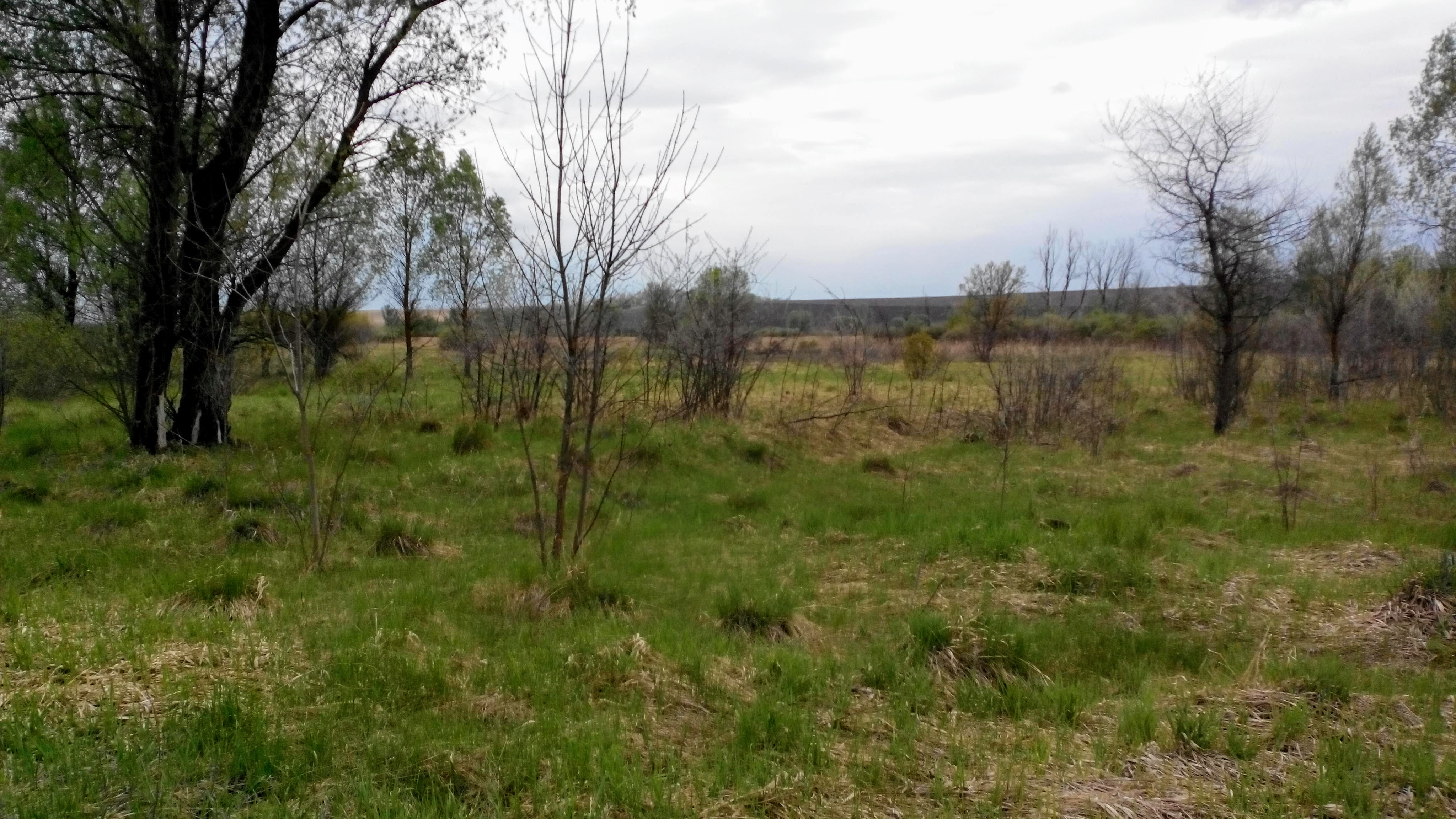
Поля навколо заказника